# Get Smart (film)
Get Smart är en amerikansk komedifilm baserad på Mel Brooks TV-serie med samma namn i regi av Peter Segal. Filmen släpptes sommaren 2008 och huvudrollen som Maxwell Smart spelas av Steve Carell.

## Handling
Maxwell Smart (Steve Carell) är analytiker för den topphemliga underrättelsetjänsten CONTROL, och en ganska framgångsrik sådan. Hans egen ambition är att bli fältspion, men hans chef (Alan Arkin) insisterar och påtalar att Smarts arbete som analytiker är mycket viktigt.
Efter att ett inbrott begåtts på CONTROLs kontor misstänker man att det måste vara den ryska terroristorganisationen KAOS som ligger bakom detta. Alla CONTROLs agenter får sina identiteter röjda, vilket får till följd att KAOS likviderar CONTROLs agenter på löpande band. Chefen beslutar att samtliga agenter måste stanna inne på byrån för att inte bli dödade, och uppdraget att hitta fienderna får Smart, tillsammans med Agent 99 (Anne Hathaway) som genomgått en plastikoperation för att dölja sin egentliga identitet.
Tillsammans utför det omaka paret galna upptåg för att få stopp på KAOS och ta reda på vem som ligger bakom alltsammans.

## Rollista
- James Caan - presidenten
- Steve Carell - Maxwell Smart/agent 86
- Anne Hathaway - agent 99
- Alan Arkin - The Chief
- Dwayne Johnson - CONTROL-agent 23
- Terence Stamp - Siegfried
- David Koechner - agent Larabee
- Terry Crews - agent 91
- Masi Oka - Bruce
- Nate Torrence - Lloyd
- Ken Davitian - Shtarker
- The Great Khali - agent Rana
- Bill Murray - agent 13
- Bonnie Hellman - Karen
- Tim DeKay - Secret Service-agent